# Трентон Голден Гокс
Трентон Голден Гокс (англ. Trenton Golden Hawks) — канадська юніорська хокейна команда з Трентона, Онтаріо. Вона є членом Юніорської хокейної ліги Онтаріо, філії Канадської юніорської хокейної ліги та членом Хокейної асоціації Онтаріо та Хокею Канади. Команда переїхала до Трентона у 2009 році, але раніше була відома як «Порт-Гоп Предаторс» із Порт-Гопа, Онтаріо. Команда розпочала свою діяльність 1996 року як Порт-Гоп Базардс (Port Hope Buzzards) юніорської хокейної ліги Metro Junior A.

## Історія
До того, як Джуніор А прибули до Порт-Гопа, а згодом залишили його, місто мало серію юніорських команд класу С під назвою Порт-Гоп Пантерс (англ. Port Hope Panthers).

### Епоха Порт-Гопа (1996–2009)
У 1996 році Port Hope Buzzards були засновані в хокейній лізі Metro Junior A. Ліга проіснувала лише до 1998 року, коли Metro було поглинено більшою і здоровшою Молодіжною хокейною лігою Онтаріо провінції А.
У листопаді 2005 року тренер Брет Мейерс був відсторонений від роботи на один сезон, а команда була оштрафована на 4000 доларів США після того, як Хокейна асоціація Онтаріо розслідувала Хижаків через звинувачення в дідівщині та безвідповідальній публічній поведінці гравців команди. У січні 2006 року Предаторз були оштрафовані на 1000 доларів, а їхній розпорядчий директор Тім Клейден був відсторонений на один місяць за підписання гравця на карту Junior C без його відома. У червні 2007 року Хокейна асоціація Онтаріо визнала Клейдена винним у підробці гравців зі списку Cobourg Cougars. Його дискваліфікували на рік, а команду оштрафували на 5000 доларів. У вересні 2007 року тренер «Порт-Гопа» Браян Драмм був відсторонений на 20 ігор за те, що під час гри вдарив гравця Ліндсі Маскіс в обличчя. Команду також оштрафували на 3500 доларів.

### Епоха Трентона (2009 – дотепер)
На початку 2009 року Трентон Геркс оголосили, що згортають діяльність у середині сезону та залишають Юніорську хокейну лігу Онтаріо (OJHL). У березні з'явились чутки про команду, що рухається на ринок Трентона. Виявилося, що це були Port Hope Predators. За словами комісара OJHL Боба Гупера: «Ліга взагалі ніколи не хотіла мати команду в Порт-Гопі». У сезоні 2008-09 Порт-Гоп був другим за відвідуваністю ліги, а Трентон – дев'ятим.
2 квітня 2009 року було оголошено про переїзд і зміну назви. Порт-Гоп Предаторс тепер стали Трентон Голден Гокс.
Трентон Голден Гокс виграли свій перший Кубок Френка Л. Бакленда як чемпіони плей-офф OJHL у 2016 році, перемігши Джорджтаун Рейдерс у 7 іграх. Звідти Голден Гокс вирушили на північ до Кіркленд-Лейк, щоб взяти участь у змаганнях Дадлі Г'юіта, де вони зіграли з рахунком 3-0 у коловій грі і перемогли діючого чемпіона NOJHL та чемпіона Кубка Дадлі Г'юіта Су Тандербердс у фіналі. Трентон поїхав до Ллойдмінстера, Альберта/Саскачеван, на Кубок Royal Bank. Трентон фінішував першим з рахунком 3-0-0-1, але був приголомшений у півфіналі господарями Ллойдмінстер Бобкетс, які виграли 6-2.

## Посезонні результати
| Сезон   | І  | В  | П  | Н | ПО | ГЗ  | ГП  | О  | Місце/ліга                                 | Плей-оф |
| 1996-97 | 50 | 13 | 35 | 2 | -  | 162 | 269 | 28 | 13 місце у Metro A                         | |
| 1997-98 | 50 | 19 | 28 | 3 | -  | 190 | 226 | 41 | 10 місце у Metro A                         | |
| 1998-99 | 51 | 16 | 27 | 6 | 2  | 193 | 266 | 40 | 11 місце в OPJHL-E                         | |
| 1999-00 | 49 | 11 | 37 | 0 | 1  | 158 | 303 | 23 | 9 місце в OPJHL-E                          | |
| 2000-01 | 49 | 4  | 44 | 1 | 0  | 99  | 338 | 9  | 10 місце в OPJHL-E                         | |
| 2001-02 | 49 | 8  | 40 | 1 | 0  | 119 | 268 | 17 | 10 місце в OPJHL-E                         | |
| 2002-03 | 49 | 10 | 36 | 1 | 2  | 119 | 251 | 23 | 9t місце в OPJHL-E                         | |
| 2003-04 | 49 | 18 | 26 | 2 | 3  | 188 | 197 | 41 | 9 місце в OPJHL-E                          | |
| 2004-05 | 49 | 38 | 5  | 3 | 3  | 226 | 113 | 82 | 1 місце в OPJHL-E                          | Поразка у півфіналі |
| 2005-06 | 49 | 39 | 6  | 4 | 0  | 300 | 111 | 82 | 2 місце в OPJHL-E                          | Поразка у фіналі конференції |
| 2006-07 | 49 | 31 | 11 | 5 | 2  | 209 | 138 | 69 | 3 місце в OPJHL-E                          | Поразка в півфіналі конференції |
| 2007-08 | 49 | 30 | 13 | - | 6  | 198 | 156 | 66 | 3 місце в OPJHL-E                          | |
| 2008-09 | 49 | 20 | 26 | - | 3  | 189 | 221 | 43 | 6 місце в OJHL-R                           | |
| 2009-10 | 56 | 35 | 18 | - | 3  | 241 | 190 | 73 | 4 місце в OJAHL                            | Поразка у півфіналі |
| 2010-11 | 50 | 19 | 27 | - | 4  | 162 | 222 | 42 | 7 місце в OJHL-E                           | Дискваліфіковані (DNQ) |
| 2011-12 | 49 | 36 | 7  | - | 6  | 215 | 128 | 78 | 1 місце в OJHL-E                           | Поразка у півфіналі дивізіону |
| 2012-13 | 55 | 40 | 10 | - | 5  | 228 | 134 | 85 | 1 місце в OJHL-E                           | Поразка у чвертьфіналі конференції |
| 2013-14 | 53 | 34 | 17 | - | 2  | 217 | 152 | 70 | 5 місце в OJHL-E                           | Поразка у півфіналі конференції |
| 2014-15 | 54 | 41 | 10 | - | 1  | 268 | 131 | 85 | 1 місце в OJHL-E                           | Поразка у фіналі конференції |
| 2015-16 | 54 | 44 | 6  | 1 | 3  | 193 | 102 | 92 | 1 з 5 East Div 1 з 11 NE Conf 1 з 22 OJHL  | Перемога у чвертьфіналі конференції 4-0 (Hurricanes) Перемога у півфіналі конференції 4-1 (Dukes) Перемога у фіналі конференції, 4-0 (Voyageurs) Перемога в чемпіонаті OHJL 4-1 (Raiders)) Чемпіони OJHL |
| 2016-17 | 54 | 42 | 9  | 2 | 1  | 255 | 119 | 87 | 1 з 5 East Div 1 з 11 NE Conf 2 з 22 OJHL  | Перемога у чвертьфіналі конференції 4-2 (Hurricanes) Перемога у півфіналі конференції, 4-0 (Spirit) Перемога у фіналі конференції, 4-0 (Cougars) Поразка у фіналі ліги 3-4 (Raiders)                     |
| 2017-18 | 54 | 24 | 26 | 2 | 2  | 167 | 192 | 52 | 4 з 5 East Div 8 з 11 NE Conf 15 з 22 OJHL | Поразка у чвертьфіналі конференції 2-4 (Tigers) |